# ユストゥス・スステルマンス
ユストゥス・スステルマンス（Justus Sustermans、1597年9月28日 - 1681年4月23日）は、フランドル生まれの画家である。1620年からフィレンツェで働き、メディチ家の人々や各国の王族、有力者の肖像画を描いたことで知られている。イタリアではジュスト・スステルマンス（Giusto Sustermans）の名前でも知られる。

## 略歴
アントウェルペンで生まれた 。アントウェルペンで有名な画家マールテン・デ・フォス（ド・フォス）の甥のウィレム・デ・フォス（c.1593 – c.1629）に学び、助手を務めた。1616年から1619年の間の3年半はパリに移り、マントヴァ公妃の妹のマリー・ド・メディシスの宮廷画家を務めたことのあるフランス・プルビュスの助手を務めた。
メディチ家の招きを受けて、1620年にフィレンツェに移り、1621年にメディチ家の宮廷画家になった。メディチ家の宮廷画家として働き、1623年にはトスカーナ大公妃、マリーア・マッダレーナ・ダウストリアの依頼を受けて、ウィーンのフェルディナント2世の宮廷へ旅し、エレオノーラ・ゴンザーガの肖像画を描くなど、インスブルックやウィーンでも働いた。スステルマンスの肖像画は、メディチ家からヨーロッパ各地の王族に贈られた。
フィレンツェではアルチェトリ（Arcetri）の丘のVilla Giovannelliに住み、1610年頃からアルチェトリで暮らしていた天文学者、ガリレオ・ガリレイの有名な肖像画も描いた。
作品はフィレンツェのウフィツィ美術館やピッティ宮殿に残されている。

## 作品

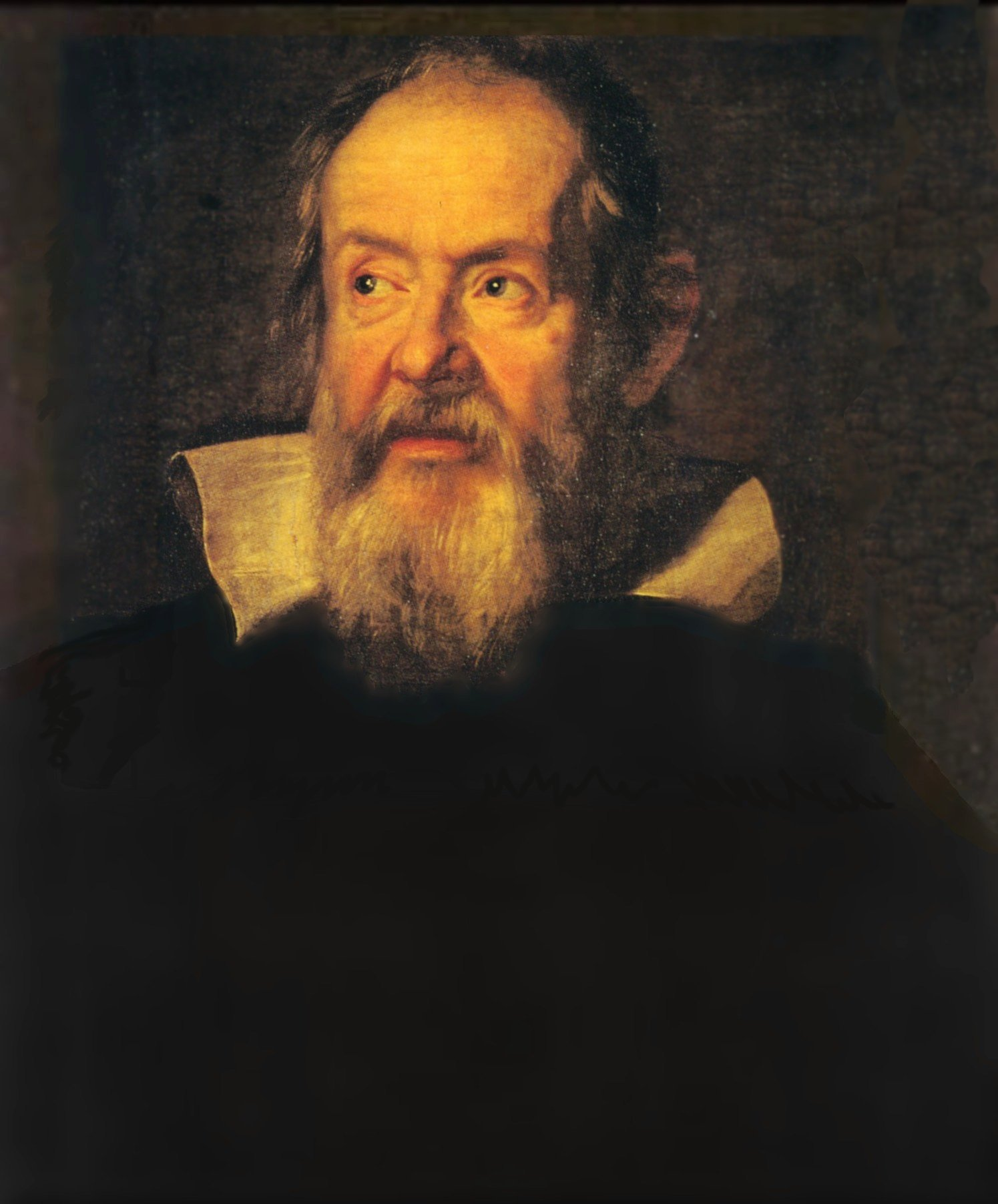
ガリレオ・ガリレイ(1636) ウフィツィ美術館蔵
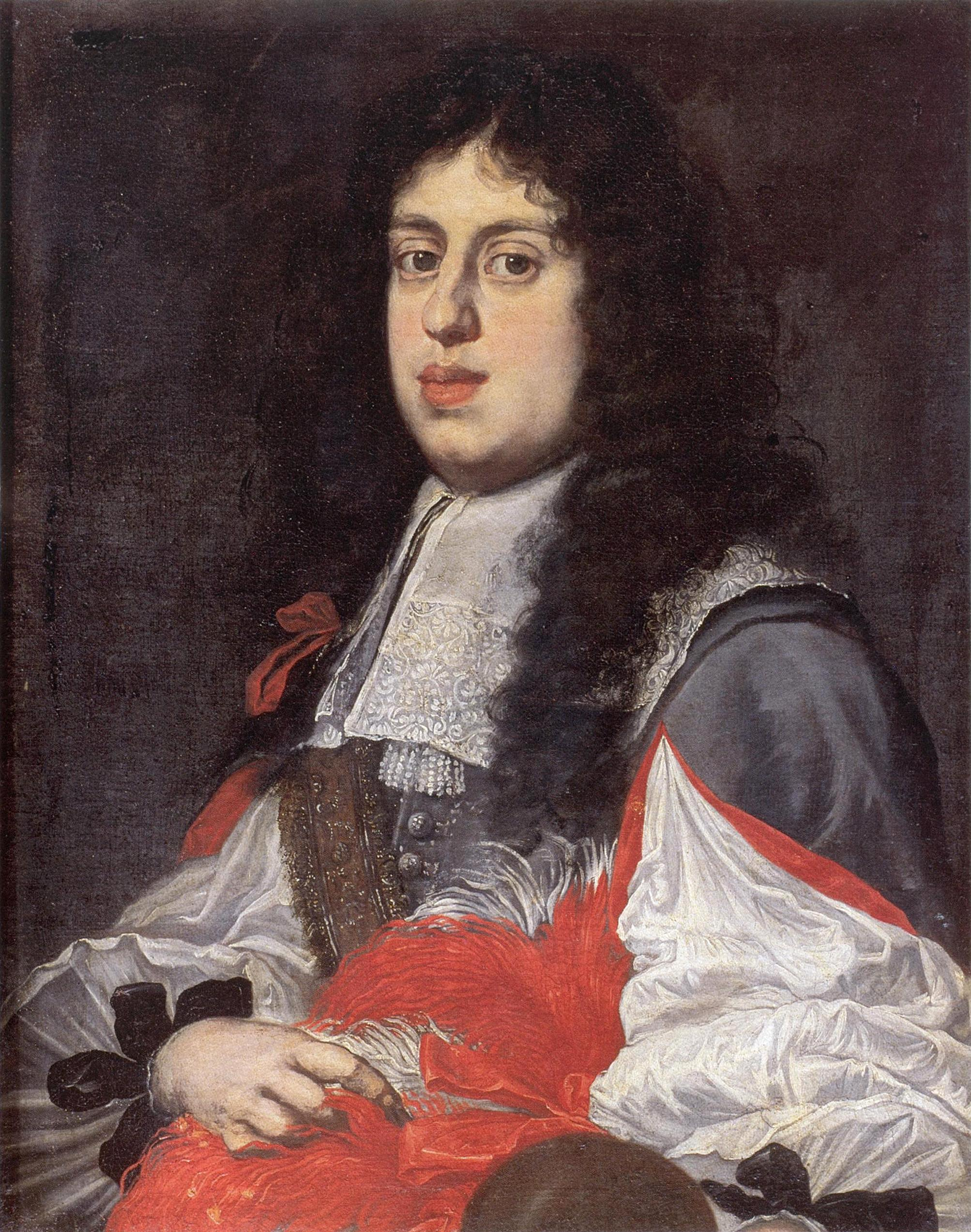
コジモ3世・デ・メディチ(1660) ピッティ宮殿蔵
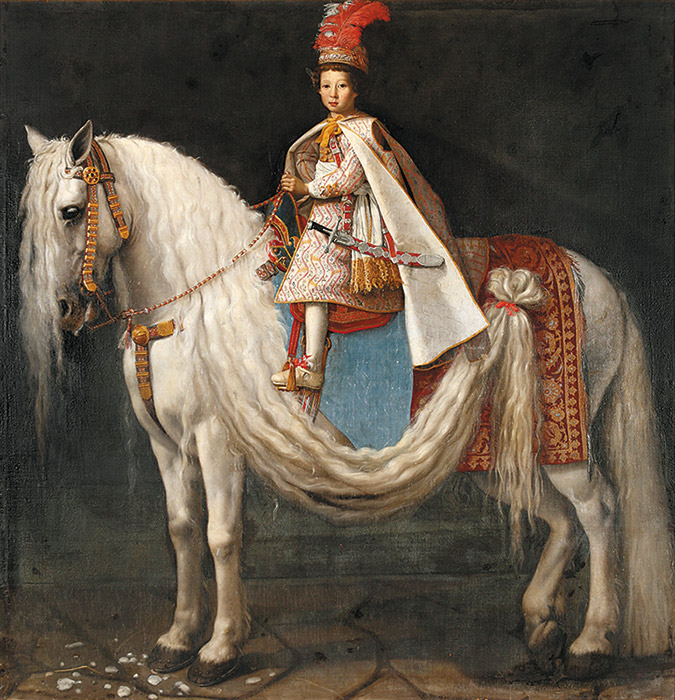
フェルディナンド2世・デ・メディチの騎馬像 (c.1622) コノピシュチェ城(チェコ)蔵
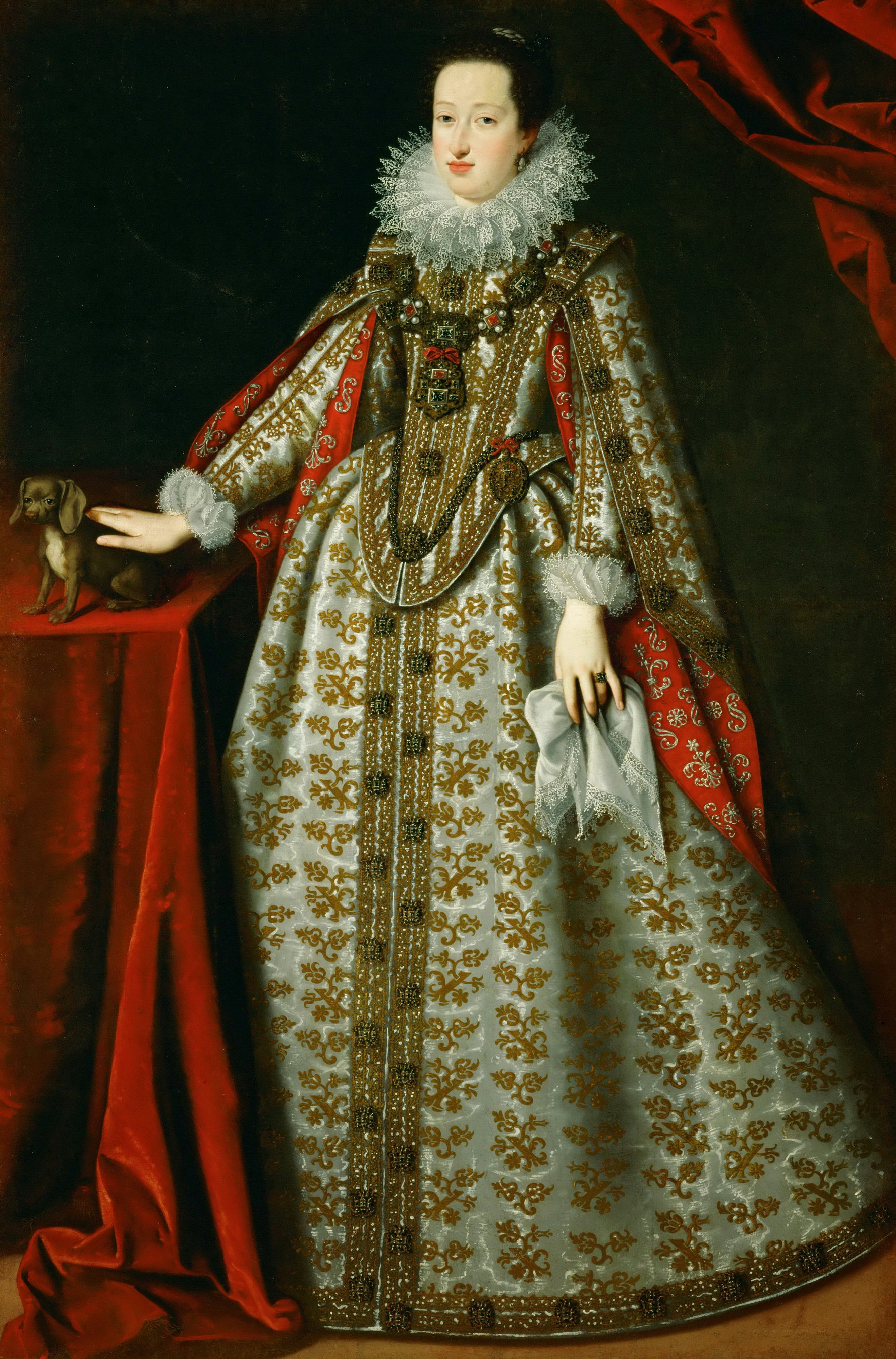
エレオノーラ・ゴンザーガ(1623) 美術史美術館蔵